# Julius Weissenborn
Christian Julius Weissenborn (* 13. April 1837 in Friedrichstanneck bei Eisenberg; † 21. April 1888 in Leipzig) war ein deutscher Fagottist, Komponist und Hochschullehrer.

## Leben
Weissenborn wurde 1837 als Sohn des Fagottisten Johann Wilhelm Weissenborn (1788–1865) geboren. Er wurde vorerst von seinem älteren Bruder Friedrich Louis Weissenborn (1813–1862) und seinem Vater unterrichtet. Er war von 1857 bis 1887 Solo-Fagottist am Gewandhaus Orchester von Leipzig und von 1882 bis 1887 der erste Professor für Fagott am Leipziger Konservatorium. Nach Versuchen als Komponist romantischer Fagottstücke trat er als Verfasser von Schulwerken für Fagott hervor, die noch heute als Standard gelten. Seine Fagottschule wurde später von Carl Schaefer bearbeitet.

## Werke (Auswahl)
- Praktische Fagott-Schule mit ausführlichen theoretischen Erläuterungen für Lehrer und Schüler - Leipzig : Hofmeister, 1952
- Fagott-Studien op. 8 - C. F. Peters
- Fagott-Studien op. 8 Teil II, Für Vorgeschrittene - C. F. Peters
- Fünf kleine Stücke für Fagott und Klavier - Hofheim (Taunus), Leipzig : Friedrich Hofmeister, 1994
- Capriccio für Fagott und Klavier op. 14 - Leipzig : Friedrich Hofmeister, 1953